# Charles-Dominique Bernard
 (juin 2025).
Pour les articles homonymes, voir Bernard.
Charles-Dominique Bernard (né le 2 décembre 1762 à Lille et décédé le 12 janvier 1845 à Lille), est un homme politique français.

## Biographie

### Famille
D'une importante famille lilloise de négociants et industriels, Charles Dominique Bernard est le fils de Claude Joseph Bernard, raffineur de sucre, bourgeois de Lille, consul et syndic des Chambres consulaire et de commerce de Lille, et de Catherine Lagache. Sa mère est une cousine germaine du baron Louis Joseph de Warenghien de Flory.
Il est notamment l'oncle de l’abbé Charles-Joseph Bernard (1806-1882), vicaire général du diocèse de Cambrai et archiprêtre de Lille, de Henri Bernard (1810-1889), président de la Chambre de commerce et d'industrie de Lille et conseiller général du Nord, de Mme Charles Kolb-Bernard et de Mme Philippe Marie Victor Jacobs.
Il épouse, le 29 mai 1801, Sophie Simon de Maybelle.

### Carrière
Sous l'Ancien Régime, Bernard est avocat au parlement de Flandre.
Après la Révolution, il devient officier municipal à Lille et se rallie successivement : au gouvernement consulaire qui fait de lui un deuxième adjoint au maire de Lille, à l'Empire qui le nomme, le 17 mai 1809, conseiller de préfecture du Nord, enfin à la Restauration.
Député du Nord, le 22 août 1815, avec 105 voix, obtenues au collège de département, sur 192 votants et 298 inscrits, il fait partie de la majorité de la Chambre introuvable, avec laquelle il vote d'ailleurs silencieusement.

## Sources
- « Charles-Dominique Bernard », dans Adolphe Robert et Gaston Cougny, Dictionnaire des parlementaires français, Edgar Bourloton, 1889-1891 [détail de l’édition]

## Décorations
- Chevalier de la Légion d'honneur en 1925[1]